# 법학적성시험 일요일 시행 사건
법학적성시험 일요일 시행 사건(2009헌마399)은 대한민국 헌법재판소 판례이다.

## 사실관계
청구인은 법학전문대학원에 입학을 위해 2010학년도 법학적성시험에 응시원서를 접수하였으나, 일요일에 교회에 출석하여 예배행사에 참석하는 것을 신앙적 의무로 하고 있어 시험에 응시하지 않았다. 이에 청구인은 위 공고가 청구인의 종교의 자유 및 평등권 등을 침해한다는 이유로 헌법소원심판을 청구하였다.

## 주문
청구인의 심판청구를 기각한다.

## 이유

### 공권력 행사성
간접적인 국가행정, 예를 들어 공법상의 사단, 재단 등의 공법인, 국립대학교와 같은 영주물 등의 작용도 헌법소원의 대상이 된다. 협의회는 최소한 적성시험의 주관 및 시행에 관해서는 교육과학기술부장관의 지정 및 권한의 위탁에 의해 관련 업무를 수행하는 공권력 행사의 주체이다. 시행령은 구체적인 시험일시에 대해서는 정하고 있지 아니하므로 이 사건 공고는 헌법소원의 대상이 되는 공권력의 행사이다.

### 권리보호이익
이미 시험은 종료되었으나 기본권 침해가 반복될 위험이 있는 이상, 권리보호이익이 인정된다.

### 기본권 침해여부

##### 종교의 자유 침해여부
적성시험에 응시하기 위해서는 일요일에 예배행사 참여, 기도, 봉사행위 이외의 다른 업무를 금지한 교리를 위반할 수밖에 없다고 할 것이므로 이러한 측면에서 청구인의 종교의 자유가 제한된다. 종교의 자유는 절대적 자유가 아니고 비례의 원칙에 따라서 허용되는데 이사건에서 비례의 원칙을 위반하지 않는다.

##### 평등권 침해여부
기독교 문화를 사회적 배경으로 하고 있는 구미 제국과 달리 한국에서는 일요일이 특정 종교의 종교의식일이 아니라 일반적 공휴일이므로 차별대우하는 것이 아니다.

## 같이 보기
- 법학적성시험